# امبالاهوسی نورد
امبالاهوسی نورد (به لاتین: Ambalahosy Nord) یک سکونتگاه مسکونی در ماداگاسکار است که در واتوواوی-فیتووینانی واقع شده‌است.

## خصوصیات
امبالاهوسی نورد ۳٬۰۰۰ نفر جمعیت دارد و ۸۸ متر بالاتر از سطح دریا واقع شده‌است.